# Jaderná elektrárna Džizak
Jaderná elektrárna Džizak (uzbecky Jizzax atom elektr stansiyasi) je první plánovanou jadernou elektrárnou v Uzbekistánu. Bude ležet v okrese Forish poblíž města Džizak. Hlavní zprostředkovatel stavby bude ruská státní společnost Rosatom, resp. její dcečiná společnost Atomstrojexport. Po dokončení má vyrábět až 30% elektřiny v zemi. Elektrárna bude používat ke chlazení vodu z jezera Ajdarkul, u kterého se bude nacházet.

## Historie a technické informace

### Počátky
Poprvé se nápad na vybudování jaderné elektrárny v Uzbecké SSR objevil již v 80. letech 20. století. Tehdy bylo plánováno několik bloků VVER-1000/320. Již tehdy bylo zvoleno přes 70 potenciálních lokalit, kde by bylo možné elektrárnu vybudovat. Projekt zanikl s rozpadem Sovětského svazu bez jakéhokoliv pokroku.

### Obnovení plánů
V roce 2001 došlo poprvé od rozpadu Sovětského svazu k nastolení otázky výstavby jaderné elektrárny, ale téměř ihned byl návrh tamními úřady tabuizován. Panovalo totiž přesvědčení, že vybudovat jadernou elektrárnu není možné kvůli seismické aktivitě v Uzbekistánu.
Uzbekistán však později i přesto zvažoval možnosti výstavby jaderných elektráren se společnostmi z USA, Číny, Francie a Jižní Koreje. Konečná volba však byla učiněna ve prospěch Ruska. Podle šéfa agentury Uzatom Jurabka Mirzamakhmudova bylo toto rozhodnutí učiněno čistě na základě ekonomických zájmů a nebylo politické.
Dne 29. prosince 2017 uzavřely vlády Ruska a Uzbekistánu dohodu o spolupráci ohledně civilní jaderné energetiky. Příprava dokumentu trvala šest měsíců. Na konci března 2018 byl počet lokalit vhodných k výstavbě jaderných elektráren snížen na 10. Později bylo toto místo konkretizováno na lokalitu u jezera Ajdarkul u města Džizak.
Dne 7. února 2019 schválil prezident Uzbekistánu Šavkat Mirzijojev koncepci rozvoje v Uzbekistánu na období 2019 až 2029 a harmonogram realizace. K financování projektu bude poskytnut vládní úvěr z Ruské federace.
Dne 15. května 2019 byla dokončena první etapa inženýrských průzkumů lokality. Dne 17. května 2019 uzavřela agentura Uzatom a společnost Atomstrojexport smlouvu na provedení prací a průzkumů na staveništi za účelem vytvoření technického návrhu jaderné elektrárny o dvou blocích. Dne 10. července 2019 byl návrh elektrárny rozšířen o další dva bloky na celkový výkon 4800 MW hrubých.
V listopadu 2023 bylo oznámeno, že se Rusko a Uzbekistán chystají podepsat konečnou smlouvu o výstavbě jaderné elektrárny o dvou blocích VVER-1200.

### Reaktory
Elektrárna bude disponovat dvěma a později čtyřmi čtyřsmyčkovými tlakovodními jadernými reaktory VVER-1200, prozatím blíže nespecifikovanými. Hrubý výkon každého z nich bude přibližně 1200 MW. Uvedeny do provozu by měly být již v roce 2033.

## Informace o reaktorech
| Reaktor  | Typ reaktoru | Výkon | Výkon   | Zahájení výstavby | Připojení k síti | Uvedení do provozu | Uzavření |
| Reaktor  | Typ reaktoru | Čistý | Hrubý   | Zahájení výstavby | Připojení k síti | Uvedení do provozu | Uzavření |
| -------- | ------------ | ----- | ------- | ----------------- | ---------------- | ------------------ | -------- |
| Džizak-1 | VVER-1200/?  |       | 1200 MW | Plánováno         |                  | 2033               |          |
| Džizak-2 | VVER-1200/?  |       | 1200 MW | Plánováno         |                  | 2033               |          |
| Džizak-3 | VVER-1200/?  |       | 1200 MW | Plánováno         |                  |                    |          |
| Džizak-4 | VVER-1200/?  |       | 1200 MW | Plánováno         |                  |                    |          |